# Darwin Andrade
Darwin Zamir Andrade Marmolejo (Tierralta, Córdoba, Colombia; 11 de febrero de 1991) es un futbolista colombiano que juega como lateral izquierdo y actualmente se encuentra en el Jaguares Fútbol Club de la Primera División de Colombia.

## Biografía

### Inicios
Nacido en Tierralta (Córdoba), a los 10 años de edad se radicó en Montería (la capital cordobesa) y allí se formaría en sus inicios como jugador en el colegio la salle Montería.

### La Equidad
Viajó a Medellín para seguir su proceso en la escuela de fútbol Club Deportivo Alexis García, fundada por el exjugador y entrenador Alexis García. Para la temporada 2009, Andrade llega a las divisiones menores del club La Equidad y luego, bajo la dirección técnica del mismo Alexis García, debuta el 3 de septiembre de 2010 en la derrota 0-2 con el América de Cali. Su primer gol como profesional lo marca el 25 de febrero de 2012 en la goleada de su club 4 a 1 sobre el Cúcuta Deportivo por la Categoría Primera A, un mes después el 25 de marzo le da la victoria a su club por la mínima nuevamente frente al Cúcuta Deportivo esta vez como visitantes.
Volvería a marcar el 4 de agosto de 2013 en la victoria 2 a 1 visitando a Alianza Petrolera.
En el conjunto bogotano permanece hasta la Liga Postobón 2013-ll, con 120 partidos jugados y 3 goles anotados como registro estadístico.

### Újpest Dózsa
El 17 de enero de 2014 Millonarios anuncia el fichaje de Andrade a modo de préstamo por un año con opción de compra. Sin embargo, Andrade renuncia y decide ir al fútbol europeo. Es fichado por el Újpest Dózsa de la primera división de Hungría.

### Standard Lieja
Luego militó en el Standard Lieja de Bélgica. En su primera temporada jugaría 22 partidos y no marcaría ningún gol pero sería importante por lo que el 7 de julio de 2015 renueva con el club belga hasta 2019.
Su primer gol con el club lo marca el 12 de mayo de 2017 en la victoria 2 a 0 sobre Mechelen por la fase final a la clasificación a la Liga Europa de la UEFA donde sale como la figura del partido por el gol y asistencia para el primer gol.

### Deportivo Cali
En julio del 2017 fue fichado por el conjunto azucarero cómo agente libre después de rescindir contrato con el club europeo, posteriormente sale campeón del Torneo finalización de ese año frente al Deportes Tolima en Ibagué partido en el cual no jugó, a inicios del 2022 después del título de diciembre el club no le renueva contrato quedando libre , y se mantuvo sin equipo durante un año y dos meses

### Águilas Doradas
El 10 de febrero del 2023 se confirma que el club Águilas Doradas fichó a Darwin por seis meses y con opción de extensión de contrato.

### Jaguares Fútbol Club
A finales de junio se confirma de parte del Jaguares Fútbol Club la contratación de Darwin para el segundo semestre del 2023.

## Selección Colombia
El 11 de mayo de 2015 el defensa cordobés fue seleccionado por José Pekerman en los 30 pre-convocados para disputar la Copa América 2015.
Fue seleccionado en la nómina definitiva de 23 jugadores el 30 de mayo.

### Participaciones enCopas América
| Copa América      | Sede  | Resultado        | PJ                           | GA | Asis |
| ----------------- | ----- | ---------------- | ---------------------------- | -- | ---- |
| Copa América 2015 | Chile | Cuartos de final | 0 (4 partidos como suplente) | 0  | 0    |

## Clubes
| Club                 | País     | Año           |
| -------------------- | -------- | ------------- |
| La Equidad           | Colombia | 2010 - 2013   |
| Újpest Dózsa         | Hungría  | 2014 - 2015   |
| Standard Lieja       | Bélgica  | 2015-2017     |
| Deportivo Cali       | Colombia | 2017-2021     |
| Águilas Doradas      | Colombia | 2023          |
| Jaguares Fútbol Club | Colombia | 2023-presente |

## Estadísticas
| Club                | Temporada           | Liga  | Liga  | Liga   | Copa Nacional | Copa Nacional | Copa Nacional | Copa Internacional | Copa Internacional | Copa Internacional | Total | Total | Total  |
| Club                | Temporada           | Part. | Goles | Asist. | Part.         | Goles         | Asist.        | Part.              | Goles              | Asist.             | Part. | Goles | Asist. |
| ------------------- | ------------------- | ----- | ----- | ------ | ------------- | ------------- | ------------- | ------------------ | ------------------ | ------------------ | ----- | ----- | ------ |
| La Equidad          | 2010                | 1     | 0     | 0      | 0             | 0             | 0             | -                  | -                  | -                  | 1     | 0     | 0      |
| La Equidad          | 2011                | 31    | 0     | 2      | 5             | 0             | 0             | 4                  | 0                  | 0                  | 40    | 0     | 2      |
| La Equidad          | 2012                | 35    | 2     | 0      | 1             | 0             | 0             | 1                  | 0                  | 0                  | 37    | 2     | 0      |
| La Equidad          | 2013                | 27    | 1     | 4      | 5             | 0             | 0             | 6                  | 0                  | 0                  | 38    | 1     | 4      |
| La Equidad          | Total               | 94    | 3     | 6      | 11            | 0             | 0             | 11                 | 0                  | 0                  | 116   | 3     | 6      |
| Újpest Dózsa        | 2014-15             | 1     | 0     | 0      | 0             | 0             | 0             | -                  | -                  | -                  | 1     | 0     | 0      |
| Újpest Dózsa        | Total               | 1     | 0     | 0      | 0             | 0             | 0             | 0                  | 0                  | 0                  | 1     | 0     | 0      |
| Standard Lieja      | 2014-15             | 19    | 0     | 1      | 2             | 0             | 0             | 2                  | 0                  | 0                  | 23    | 0     | 1      |
| Standard Lieja      | 2015-16             | 16    | 0     | 0      | 2             | 0             | 0             | 3                  | 0                  | 0                  | 21    | 0     | 0      |
| Standard Lieja      | 2016-17             | 16    | 1     | 2      | 1             | 0             | 0             | 2                  | 0                  | 0                  | 19    | 1     | 2      |
| Standard Lieja      | Total               | 51    | 1     | 3      | 5             | 0             | 0             | 7                  | 0                  | 0                  | 63    | 1     | 3      |
| Deportivo Cali      | 2017                | 7     | 0     | 1      | 1             | 0             | 0             | -                  | -                  | -                  | 8     | 0     | 1      |
| Deportivo Cali      | 2018                | 16    | 0     | 0      | 0             | 0             | 0             | 6                  | 0                  | 0                  | 22    | 0     | 0      |
| Deportivo Cali      | 2019                | 44    | 0     | 1      | 7             | 0             | 0             | 3                  | 0                  | 0                  | 54    | 0     | 1      |
| Deportivo Cali      | 2020                | 19    | 1     | 1      | -             | -             | -             | 6                  | 0                  | 1                  | 25    | 1     | 2      |
| Deportivo Cali      | 2021                | 42    | 1     | 2      | 6             | 0             | 0             | 1                  | 0                  | 0                  | 49    | 1     | 2      |
| Deportivo Cali      | Total               | 128   | 2     | 5      | 14            | 0             | 0             | 16                 | 0                  | 1                  | 158   | 2     | 6      |
| Total en su carrera | Total en su carrera | 274   | 6     | 14     | 30            | 0             | 0             | 34                 | 0                  | 1                  | 338   | 6     | 15     |

## Palmarés

### Campeonatos nacionales
| Título              | Club           | País     | Temporada |
| ------------------- | -------------- | -------- | --------- |
| Copa de Bélgica     | Standard Lieja | Bélgica  | 2015/16   |
| Categoría Primera A | Deportivo Cali | Colombia | 2021-II   |